# František Ondřej Poupě
František Ondřej Poupě, nebo také Franz Andreas Paupie, (26. listopadu 1753 Český Šternberk – 1. prosince 1805 Brno) byl český sládek, zakladatel odborného českého pivovarnictví. Lidové noviny ho nazvaly „geniálním sládkem“, zajímal se o kvasnou chemii, proslul také jako konstruktér pivní váhy a jak první zavedl do procesu výroby piva teploměr.

## Život
Byl synem kováře Františka a matky Anny. Základní vzdělání nabyl v Českém Šternberku. Po základní škole se vyučil u svého bratra, jenž byl sládkem ve Velké Bíteši, poté František působil i v pivovaru v Třebíči. Zkušenosti o výrobě piva získával i v cizině. Od roku 1780 byl sládkem v pivovaru knížete Windischgrätze ve Štěkni na Strakonicku, až do roku 1787, kdy se stal sládkem v pivovaře v Tachově.
Roku 1783 se ve Štěkni oženil s Annou Herzovou, která mu přinesla věnem 2 000 zlatých a s níž měl celkem šest dětí: Anna (* 1784), Tereza (* 1786), Alžběta, Josefa, Johanka a František. Později se s rodinou přestěhoval do Prahy, pracoval pro pivovar v Jinonicích u Prahy.
Rozšiřoval si své teoretické znalosti a zaváděl je do praxe a tím se zlepšovaly metody výroby piva. Ke konci 18. století napsal dvoudílný spis – Umění vařit pivo fyzicko-chemicko-hospodářsky popsané. V tomto díle je popsaný postup při výrobě piva a stalo se první českou vědeckou publikací o výrobě piva. Mezitím Poupě onemocněl patrně plicní chorobou a byl také velice zklamán, protože jeho dílo nenacházelo takový ohlas, jaký si představoval. V těžké chvíli mu pomohla hraběnka Marianna Clam-Martinicová, která mu nabídla místo sládka ve Slaném. Právě zde Poupě začal používat teploměr a takzvanou pivní váhu. V roce 1801 vydal takovou první českou učebnici o pivovarnictví – Počátkové základního naučení o vaření piva.
V roce 1798 vyhrál konkurs na sládka v městském pivovaru v Brně. Zde Poupě prožil svá nejlepší léta. Díky němu se zvyšovala kvalita piva i příjmy pivovaru. V průběhu jeho působení vzrostl výstav z 16 tisíc na 28 tisíc hektolitrů a Poupě chtěl žádat o navýšení maximální kapacity. Založil zde také první pivovarskou školu na světě. Dobré zprávy o pivovaru se šířily do celé střední Evropy. František Ondřej Poupě zemřel v roce 1805 na obnovenou plicní chorobu.

## Dílo
- Umění vařit pivo fyzicko-chemicko-hospodářsky popsané – německy
  - Titul: Die Kunst des Bierbrauens physisch - chemisch - oekonomisch beschrieben, Praha 1794 [7] 3 díly:
    - 1. díl vydán v Praze 1794 Karel Barth, 2. vydání v Praze 1820 Donat Hartmann [8][9]
    - 2. díl vydán v Praze 1820 Donat Hartmann [10][11]
    - 3. díl vydán v Praze 1821 Donat Hartmann [12][13]
- Počátkové základního naučení o vaření piva – vydáno v Olomouci 1801, Antonjn Alexius Sskarnycl, první česká odborná učebnice [14][15]